# Коммер, Франц
Франц Алоис Теодор Коммер (нем. Franz Aloys Theodor Commer; 23 января 1813, Кёльн — 17 августа 1887, Берлин) — немецкий композитор и историк музыки, музыковед

.

## Биография
Учился в Берлинском университете у А. Б. Маркса и в Королевском институте церковной музыки у А. В. Баха. Работал как органист и дирижёр в Берлине и Мюнхене, затем в большей степени посвятил себя музыковедению. В 1844 г. вместе с Ф. Гейером, Т. Куллаком и О. Ланге стал соучредителем Берлинского союза музыкантов (нем. Berliner Tonkünstler-Verein). В 1868 г. вместе с Робертом Айтнером был в числе соучредителей берлинского Общества изучения музыки (нем. Gesellschaft für Musikforschung) и до конца жизни исполнял обязанности его президента.
Наиболее известен как редактор и составитель многотомных изданий музыки XVI и XVII веков, в том числе серии «Musica sacra. Sammlung der Meisterwerke des XVI, XVII und XVIII Jahrhunderts» (38 выпусков начиная с 1839 года), фундаментального собрания нидерландской музыки XVI века (лат. Collectio operum musicorum Batavorum saeculi XVI; 1844—1858) и т. д. Один из соредакторов собрания сочинений Палестрины.
Среди собственных музыкальных сочинений Коммера, относящихся преимущественно к раннему периоду его карьеры, — музыка к «Лягушкам» Аристофана и «Электре» Софокла.